# Tipula riedeli
Tipula riedeli är en tvåvingeart som beskrevs av Mannheims 1952. Tipula riedeli ingår i släktet Tipula och familjen storharkrankar. Inga underarter finns listade i Catalogue of Life.